# Birs
De Birs (Frans Birse) is een rivier in Zwitserland die door de kantons Bern, Jura, Solothurn, Basel-Landschaft en Bazel-Stad stroomt.
De Birs vindt zijn oorsprong in een bron op 760 meter hoogte ten zuidwesten van Tavannes in de Berner Jura. Hier is het al een echte rivier omdat het water stamt uit een onderaards rivierensysteem.
De Birs slingert door weidgestrekte dalen, zoals de Vallée de Tavannes, en door smalle kloven tussen hoge wanden. Bij Delémont, de hoofdstad van het kanton Jura, stromen de beken Sorne en Scheulte in de rivier. Hierna wordt het Franstalige deel van Zwitserland verlaten en stroomt de rivier door het Laufendal in het kanton Basel-Landschaft.
Bij de kloof Angenstein stroomt de rivier door de Blauenkette en komt in de Birseck, het lage land bij Aesch.
Hier kon de Birs, afhankelijk van de hoeveelheid water, buiten zijn normale stroombed treden. Daarom werd al heel vroeg geprobeerd de rivier te bedwingen. In 1875 werd de rivier gedeeltelijk ingedamd. Alleen het gedeelte bij het Auwald in Reinach bleef in zijn natuurlijke vorm over. De Reinacherheide is nu een natuurgebied met zeldzame flora en fauna, zoals grassoorten en vogels.
Het laatste gedeelte van de Birs vormt de grens tussen de beide halfkantons Bazel-Stad en Basel-Landschaft en werd in 2004 van een betonkanaal weer omgebouwd naar een bijna vrije stroom.
Bij Birskopf mondt de Birs na 73 km op 246 meter in de Rijn.
- Gemeinsame Normdatei: 4461135-3
- Historisch woordenboek van Zwitserland: 008765
- Virtual International Authority File: 245396362